# Coming at You
Coming at You — студійний альбом американського блюзового музиканта Джуніора Веллса, випущений у 1968 році лейблом Vanguard.

## Опис
Губний гармоніст Джуніор Веллс записав цей альбом у 1967 році на лейблі Vanguard, який був спродюсований Семюелом Чартерсом. Раніше, у 1965 році Веллс вже записувався на Vanguard для Чартерса для серії альбомів-компіляцій Chicago/The Blues/Today! (1966), а також концентний альбом It's My Life, Baby! (1966). На цій сесії Веллс грає з гуртом, до якого, зокрема, увійшли, гітарист Бадді Гай, саксофоніст Дуглас Фаган, трубач Кларк Террі (відомий джазовий музикант) та ін. 
Альбом включає старі пісні з репертуару Сонні Бой Вільямсона I («Stop Breaking Down», «So Sad This Morning» і «When My Baby Left Me»), Віллі Діксона («I'm Your Hoochie Coochie Man»), Джуніора Паркера («Mystery Train») і Джона Лаудермілка («Tobacco Road»). Також для цього альбому Веллс перезаписав свій найбільший хіт 1960 року «Little by Little». 

## Список композицій
1. «Stop Breaking Down» (Сонні Бой Вільямсон I) — 2:32
2. «Somebody's Tippin' In» (Волтер Вільямс) — 3:08
3. «Five Long Years» (Джон Лі Гукер) — 3:19
4. «Mystery Train» (Сем Філліпс, Герман Паркер-молодший) — 3:34
5. «So Sad This Morning» (Сонні Бой Вільямсон I) — 3:15
6. «When My Baby Left Me» (Сонні Бой Вільямсон I) — 2:31
7. «Little by Little» (Мел Лондон) — 3:31
8. «Tobacco Road» (Джон Лаудермілк) — 5:29
9. «Worried Life Blues» (Біг Масео Меррівезер) — 2:35
10. «I'm Your Hoochie Coochie Man» (Віллі Діксон) — 2:38
11. «You Don't Love Me» (Віллі Коббс) — 4:51

## Учасники запису
- Джуніор Веллс — вокал, губна гармоніка
- Бадді Гай — соло-гітара
- Волтер Вільямс — ритм-гітара
- Том Кроуфорд — бас
- Лівай Воррен — ударні
- Том Макінтош — тромбон (1, 7, 11)
- Кларк Террі, Джиммі Овенс, Воллес Дейвенпорт — труба
- Дуглас Фаган — тенор-саксофон
- Едвард Бленд — аранжування

Технічний персонал
- Семюел Чартерс — продюсер
- Фред Беррелл — фотографія обкладинки
- Жуль Алфан — дизайн